# Desdunes (ort)
Desdunes är en ort i Haiti.   Den ligger i departementet Artibonite, i den centrala delen av landet, 90 km norr om huvudstaden Port-au-Prince. Desdunes ligger 9 meter över havet och antalet invånare är 33 672.
Terrängen runt Desdunes är platt åt sydväst, men åt nordost är den kuperad. Runt Desdunes är det tätbefolkat, med 297 invånare per kvadratkilometer. Närmaste större samhälle är Gonayiv, 18,1 km norr om Desdunes. Trakten runt Desdunes består till största delen av jordbruksmark.